# Municipio de Moose Creek
El municipio de Moose Creek (en inglés: Moose Creek Township) es un municipio ubicado en el condado de Clearwater en el estado estadounidense de Minnesota. En el año 2010 tenía una población de 230 habitantes y una densidad poblacional de 2,76 personas por km².

## Geografía
El municipio de Moose Creek se encuentra ubicado en las coordenadas 47°27′22″N 95°14′53″O / 47.45611, -95.24806. Según la Oficina del Censo de los Estados Unidos, el municipio tiene una superficie total de 83.35 km², de la cual 82,23 km² corresponden a tierra firme y (1,34 %) 1,11 km² es agua.

## Demografía
Según el censo de 2010, había 230 personas residiendo en el municipio de Moose Creek. La densidad de población era de 2,76 hab./km². De los 230 habitantes, el municipio de Moose Creek estaba compuesto por el 96,96 % blancos y el 3,04 % eran de una mezcla de razas. Del total de la población el 0 % eran hispanos o latinos de cualquier raza.